# Antonio Armas
Este artículo se refiere a Antonio Armas, beisbolista profesional entre 1976 y 1991, padre del también beisbolista homónimo Tony Armas, Jr..
Antonio Rafael Armas Machado conocido también como Tony Armas (Puerto Píritu, Anzoátegui, Venezuela -  2 de julio de 1953) es un exbeisbolista venezolano,  que jugó 14 temporadas en las Grandes Ligas con Piratas de Pittsburgh, Atléticos de Oakland, Medias Rojas de Boston y Angelinos de California. 

## Carrera

### En grandes ligas
desde que debutó el 6 de septiembre de 1976 con los Piratas de Pittsburgh, pasando posteriormente a los Atléticos de Oakland, Medias Rojas de Boston y finalmente a los Angelinos de California, bateador de gran consistencia fue líder en el departamento de jonrones en 1981, repitiendo este logro en 1984 cuando fue también líder en los departamentos de carreras impulsadas y hits de extrabases. Participó en los Juegos de las Estrellas de las Grandes Ligas en dos oportunidades (1981 y 1984). 
Propenso a las lesiones durante toda su carrera, lo cual afectaría negativamente en su rendimiento (llegó a perder un total de 302 por lesiones), fue nombrado jugador del año de la Liga Americana por la revista The Sporting News en 1981, temporada en la que lideró la liga en juegos y jonrones. En 1982 Armas estableció dos récords como jardinero derecho en la Liga Americana al colocar 11 outs y 12 oportunidades de out en total durante un juego contra los Azulejos Toronto.
Cambiado en 1982 a Boston, juega en este equipo en el jardín central junto a Jim Rice y Dwigth Evans, llegando a ser el mejor outfield en las mayores, apodados los pequeños monstruos en alusión al nombre con que se conoce el Fenway Park, estadio de los Medias Rojas de Boston. En la temporada de 1984 lidera los departamentos de carreras impulsadas y jonrones con Boston, siendo el primero en lograrlo por este equipo desde que en 1967 lo hiciera Carl Yastrzemski.

### En Venezuela
En la Liga Venezolana de Béisbol Profesional se inicia como jugador profesional en el año 1971 con los Leones del Caracas, equipo en el cual se consagró como estrella, jugando siempre en los jardines.
Con 748 juegos jugados y 2730 turnos al bate, conectó 709 hits, 108 dobles, 32 triples y 97 jonrones. Anotó 398 carreras e impulsó 412. Obtuvo 206 bases por bolas y un promedio de bateo de por vida de .260. 
Logró imponer un récord de más cuadrangulares de por vida (97), marca que fue superada en el año 2007 por Robert Pérez con 103.
Su último año como pelotero activo lo vivió con los Caribes de Oriente en su temporada de estreno (1991). Al año siguiente pasaría a ser el entrenador de dicho club.
En 1996 regresa a los Leones del Caracas en un cambio que llevó a Pompeyo Davalillo a los Caribes de Oriente.

## Méritos
- Dos veces incluido en el Juego de las Estrellas (1981, 1984)
- Una Participación en Serie Mundial (1986)
- Dos veces entre los 10 Jugadores Más Valiosos de la Liga Americana (4º 1981, 7º 1984)
- Dos veces líder jonrones de la liga (1981: 22 HR - 1984: 43 HR)
- Líder en carreras impulsadas (1984: 123 RBI)
- Líder en juegos (1981: 109 G)
- Segundo mayor jonronero en la historia de la Serie del Caribe con 11 HR. Solo superado recientemente por el dominicano Miguel Tejada en el 2007
- Tercer  mayor jonronero del béisbol venezolano con 97 HR. Solo superado recientemente por Alex Cabrera y Robert Pérez

## Hechos
- Padre del pitcher venezolano Tony Armas Jr
- Hermano de Marcos Armas, quien debutó en Grandes Ligas en 1993 con los Atléticos de Oakland. En Venezuela militó con Caribes de Oriente y Cardenales de Lara (equipo al cual llegó en cambio por el outfielder Alexander Ramírez) hasta 1998.

## Curiosidades
- El Outfield de Boston de 1982-1986 era considerado el mejor outfield de la época llegando a ganar por temporada Jim Rice $1,984,423, Dwight Evans $1,017,757 y Antonio Armas $1,000,000

- En el 2016 Armas tuvo su última nieta llamada Marianela Nazareth

- Su apodo Tony Armas aparece mencionado en una canción del afamado cantautor panameño, Rubén Blades, llamada "Decisiones"